# Campeonato Francés de Fútbol Amateur 1928-29
El Campeonato Francés de Fútbol Amateur 1928-29 fue la tercera edición de dicho campeonato. El último campeón del amateurismo fue Olympique de Marseille. El campeonato se divide en dos niveles: la División de Excelencia y la División de Honor. El torneo fue organizado por la Federación Francesa de Fútbol.

## División de Excelencia

### Final
- Olympique de Marseille 3 - Club français 2

## División de Honor
Ganado por el US Cazérienne.